# Station Chambly
Station Chambly is een spoorwegstation in de Franse gemeente Chambly.